# Kasif (Izrael)
Kasif (hebrejsky כסיף) je plánované město v Izraeli, v Jižním distriktu v Negevské poušti, určené pro ultraortodoxní Židy.

## Geografie
Má se rozkládat v nadmořské výšce cca 500 metrů v severovýchodní části Negevské pouště, západně od města Arad, poblíž křižovatky dálnice číslo 31 a dálnice číslo 80. Region má pouštní charakter, jižně odtud jsou rozsáhlé oblasti s rozptýlenou zástavbou izraelských Arabů, respektive polokočovných Beduínů.

## Dějiny
Prvotní záměr na zbudování města v této lokalitě pochází z roku 2007. V roce 2010 byly schváleny předběžné plány. V té době se uvažovalo o tom, že pro ultraortodoxní Židy vyroste i velký obytný soubor ve městě Chariš v severním Izraeli, ale pro námitky místních obyvatel, urbanistů i environmentalistů byla nakonec masivní výstavba v Chariši určena pro smíšenou sekulární i náboženskou populaci.
Výstavba nového města Kasif byla odsouhlasena v lednu 2015. Má být určeno pro usídlení ultraortodoxních Židů, jejichž komunita kvůli vysoké porodnosti čelí závažnému problému s dostupností nových bytů. Kapacita plánovaného sídelního celku je 16 000 bytových jednotek s 80 000 – 100 000 obyvateli. Rozloha má dosáhnout 6 400 dunamů (6,4 km čtverečních). Zástavba je projektována jako kompaktní městská struktura s převahou čtyř- až pětipodlažních budov a 15–20% podílem individuálních rodinných domů. Počítá se i s komerčními a veřejnými stavbami. Podrobný územní plán by měl být dohotoven v roce 2016 a prodej stavebních parcel má začít v roce 2017.
Ultraortodoxní poslanec Knesetu Ja'akov Ašer vyjádřil nesouhlas s projektovanou výstavbou Kasifu s tím, že ultraortodoxní Židé jsou tím tlačeni do usídlení v periferní pouštní oblasti. Kritizoval absenci nové výstavby v Jeruzalému a naznačil, že pochybuje, že nové město bude ekonomicky soběstačné. Naopak vedení sousedního města Arad s projektem souhlasí. Vítá posílení populace této části pouště Negev a zároveň oceňuje, že zbudováním separátního města pro ultraortodoxní Židy se nebudou tito usazovat ve vlastním Aradu.
Výstavba města Kasif je součástí širšího plánu na výstavbu nových židovských vesnic a měst v této části Negevu, který izraelská vláda implementuje od počátku 21. století. V pokročilé fázi je již příprava výstavby vesnice Chiran, která má ležet východně od již existujícího města Mejtar a jejíž budoucí obyvatelé prozatím pobývají v lokalitě Machane Jatir.